# فهرست بزرگ‌ترین مسجدها
این مقاله مساجد سراسر جهان را بر اساس ظرفیت موجود، که متعلق به مذاهب اسلامی است را فهرست می‌کند که می‌توانند حداقل ۱۵۰۰۰ نمازگزار را برای انجام فریضه نماز در همه مکان‌های عبادی موجود مانند سالن‌های نمازخانه (مصلی)، صحنها و رواق‌ها در خود جای دهند. همه مساجد این فهرست، مسجد جامع هستند - نوعی از مسجد که میزبان برگزاری نماز جمعه به جماعت است. 
مسجد یک مکان مقدس برای عبادت مسلمانان است که معمولاً در آن نماز‌های روزانه و مراسم‌های مذهبی برگزار می‌شود. در بعضی از مساجد اعمالی همچون اعتکاف نیز برگزار می‌شود. 

## فهرست
| فهرستی از بزرگ‌ترین مساجد معتبر و ثبت‌شده در جهان | فهرستی از بزرگ‌ترین مساجد معتبر و ثبت‌شده در جهان                  | فهرستی از بزرگ‌ترین مساجد معتبر و ثبت‌شده در جهان | فهرستی از بزرگ‌ترین مساجد معتبر و ثبت‌شده در جهان | فهرستی از بزرگ‌ترین مساجد معتبر و ثبت‌شده در جهان | فهرستی از بزرگ‌ترین مساجد معتبر و ثبت‌شده در جهان | فهرستی از بزرگ‌ترین مساجد معتبر و ثبت‌شده در جهان | فهرستی از بزرگ‌ترین مساجد معتبر و ثبت‌شده در جهان | فهرستی از بزرگ‌ترین مساجد معتبر و ثبت‌شده در جهان |
| ردیف | نام                                                              | تصویر                                           | ظرفیت                                           | مساحت (متر مربع)                                | شهر                                             | کشور                                            | سبک معماری                                      | سال ساخت                                        |
| --- | ---------------------------------------------------------------- | ----------------------------------------------- | ----------------------------------------------- | ----------------------------------------------- | ----------------------------------------------- | ----------------------------------------------- | ----------------------------------------------- | ----------------------------------------------- |
| 1 | مسجدالحرام عربی: ٱلمسـجد الحـرام                                 |                                                 | ۴٬۰۰۰٬۰۰۰                                       | ۳۵۶٬۰۰۰                                         | مکه                                             | عربستان سعودی                                   | معماری اسلامی                                   | قبل از -۶۲۲                                     |
| 2 | مسجد النبی عربی: المسجد النبوی                                   |                                                 | ۱٬۵۰۰٬۰۰۰                                       | ۳۸۴٬۰۰۰                                         | مدینه                                           | عربستان سعودی                                   | اسلام و معماری عثمانی، Mamluk Revivalist        | ۶۲۳                                             |
| 3 | حرم امام رضا فارسی: حرم امام رضا علیه السلام                     |                                                 | ۱٬۲۰۰٬۰۰۰                                       | ۱٬۰۰۰٬۰۰۰                                       | مشهد                                            | ایران                                           | معماری ایرانی                                   | ۷۲۹                                             |
| 4 | حرم علی بن ابی‌طالب عربی: حرم الامام علی (العتبة العلوية المقدسة) |                                                 | ۸۰۰٬۰۰۰                                         | ۱۴٬۰۰۰                                          | نجف                                             | عراق                                            | معماری اسلامی                                   | ۷۲۹                                             |
| 5 | مسجد شاه فیصل اردو: فیصل مسجد                                    |                                                 | ۳۰۰٬۰۰۰                                         | ۱۳۰٬۰۰۰                                         | اسلام‌آباد                                       | پاکستان                                         | معماری اسلامی، معماری عثمانی                    | ۱۹۸۶                                            |
| 6 | مسجد استقلال اندونزیایی: Masjid Istiqlal                         |                                                 | ۲۰۰٬۰۰۰                                         |                                                 | جاکارتا                                         | اندونزی                                         | سبک بین‌المللی (معماری)                          | ۱۹۷۸                                            |
| 7 | Taj-ul-Masajid اردو: تاج المساجد هندی: ताज-उल-मसाजिद                |                                                 | ۱۷۵٬۰۰۰                                         | ۲۳,۰۰۰                                          | بوپال                                           | هند                                             | معماری گورکانی                                  | ۱۹۰۱                                            |
| 8 | مسجد جمکران فارسی: مسجد جمکران                                   |                                                 | ۱۵۰٬۰۰۰                                         |                                                 | قم                                              | ایران                                           | معماری ایرانی                                   | ۹۸۴                                             |
| 9 | Djamaa el Djazaïr عربی: جامع الجزائر                             |                                                 | ۱۲۰٬۰۰۰                                         | ۲۰٬۰۰۰                                          | الجزیره                                         | الجزایر                                         | معماری اسلامی                                   | ۲۰۱۹                                            |
| مسجد حسن دوم عربی: مسجد الحسن الثانی فرانسوی: Mosquée Hassan-II‎ |                                                                  | ۱۰۵٬۰۰۰                                         |                                                 | کازابلانکا                                      | مراکش                                           | Moorish, Moroccan                               | ۱۹۹۳                                            |                                                 |
| مسجد پادشاهی اردو: بادشاهی مسجد |                                                                  | ۱۰۰٬۰۰۰                                         |                                                 | لاهور                                           | پاکستان                                         | معماری گورکانی                                  | ۱۶۷۳                                            |                                                 |
| Grand Jamia Mosque, Lahore اردو: گرینڈ جامع مسجد |                                                                  | ۷۰٬۰۰۰                                          |                                                 | لاهور                                           | پاکستان                                         | معماری اسلامی، معماری گورکانی                   | ۲۰۱۴                                            |                                                 |
| Çamlıca Mosque ترکی استانبولی: Çamlıca Camii |                                                                  | ۶۳٬۰۰۰                                          |                                                 | استانبول                                        | ترکیه                                           | معماری عثمانی                                   | ۲۰۱۳                                            |                                                 |
| Sultan Haji Hassanal Bolkiah Mosque فیلیپینی: Sultan Haji Hassanal Bolkiah Masjid |                                                                  | ۶۰٬۰۰۰                                          |                                                 | Cotabato City                                   | فیلیپین                                         | معماری اسلامی                                   | ۲۰۱۱                                            |                                                 |
| مسجد جامع مکی زاهدان فارسی: مسجد جامع مکی بلوچی: مکّی مَسِیت |                                                                  | ۶۰٬۰۰۰                                          | ۳۳٬۰۰۰                                          | زاهدان                                          | ایران                                           | معماری عثمانی                                   | ۱۹۷۱                                            |                                                 |
| Al-Akbar Mosque اندونزیایی: Masjid Al-Akbar جاوه‌ای: ꦩꦼꦱ꧀ꦗꦶꦢ꧀ꦄꦭ꧀ꦄꦏ꧀ꦧꦂ |                                                                  | ۵۹٬۰۰۰                                          |                                                 | سورابایا                                        | اندونزی                                         | Indonesian Islamic                              | ۲۰۰۰                                            |                                                 |
| Baitul Jannat Jame Mosque |                                                                  | ۵۰٬۰۰۰                                          | ۵۰٬۰۰۰                                          | داکا                                            | بنگلادش                                         | معماری مدرن                                     | ۲۰۲۰                                            |                                                 |
| Al-Markaz Al-Islami Mosque اندونزیایی: Masjid Al-Markaz Al-Islami باسایوگی: ᨆᨔᨗᨁᨗ ᨕᨒᨛᨆᨑᨛᨀ ᨕᨒᨗᨔᨛᨒᨆᨗ |                                                                  | ۵۰٬۰۰۰                                          |                                                 | ماکاسار                                         | اندونزی                                         | Buginese, Makassarese, Italian                  | ۱۹۹۶                                            |                                                 |
| مسجد شیخ زاید عربی: جامع الشیخ زاید الکبیر |                                                                  | ۴۱٬۰۰۰                                          | ۲۲٬۴۱۲                                          | ابوظبی                                          | امارات متحده عربی                               | معماری ایرانی، معماری گورکانی، Moorish          | ۲۰۰۷                                            |                                                 |
| مسجد بیت‌المکرم بنگالی: বায়তুল মোকাররম عربی: بیت المکرّم |                                                                  | ۴۰٬۰۰۰                                          |                                                 | داکا                                            | بنگلادش                                         | معماری اسلامی                                   | ۱۹۶۰                                            |                                                 |
| Samarinda Islamic Center Mosque اندونزیایی: Masjid Islamic Centre Samarinda |                                                                  | ۴۰٬۰۰۰                                          | ۴۳٬۵۰۰                                          | ساماریندا                                       | اندونزی                                         | معماری عثمانی، معماری احیای یونانی              |                                                 |                                                 |
| Jamia Masjid اردو: جامع مسجد سرینگر |                                                                  | ۳۳٬۳۳۳                                          |                                                 | Jammu and Kashmir                               | هند                                             | معماری گورکانی                                  | ۱۴۰۰                                            |                                                 |
| 1st November of 1954 Great Mosque عربی: المسجد الکبیر ۱ نوفمبر 1954 |                                                                  | ۳۰٬۰۰۰                                          | ۴۲٬۰۰۰                                          | باتنه، الجزایر                                  | الجزایر                                         | معماری اسلامی                                   | ۲۰۰۳                                            |                                                 |
| مسجد رایا بیت‌الرحمن اندونزیایی: Masjid Raya Baiturrahman آچه‌ای: Meuseujid Raya Baiturrahman |                                                                  | ۳۰٬۰۰۰                                          |                                                 | باندا آسه                                       | اندونزی                                         | Indo-Saracenic Revival, معماری گورکانی، Moorish | ۱۸۸۱                                            |                                                 |
| Imam Muhammad ibn Abd al-Wahhab Mosque عربی: مسجد محمد بن عبد الوهاب |                                                                  | ۳۰٬۰۰۰                                          |                                                 | دوحه                                            | قطر                                             | معماری اسلامی                                   | ۲۰۱۰                                            |                                                 |
| Sabancı Central Mosque ترکی استانبولی: Sabancı Merkez Camii |                                                                  | ۲۸٬۵۰۰                                          |                                                 | آدانا                                           | ترکیه                                           | New Ottoman                                     | ۱۹۹۸                                            |                                                 |
| Al Saleh Mosque عربی: جامع الصالح |                                                                  | ۴۴٬۰۰۰                                          | ۲۷٬۳۰۰                                          | صنعا                                            | یمن                                             | معماری اسلامی                                   | ۲۰۰۸                                            |                                                 |
| CMH Masjid Jhelum |                                                                  | ۲۵٬۰۰۰                                          |                                                 | جهلم کانتونمنت                                  | پاکستان                                         | معماری گورکانی                                  | ۱۹۵۰                                            |                                                 |
| مسجد جامع دهلی اردو: جامع مسجد هندی: जामा मस्जिद |                                                                  | ۲۵٬۰۰۰                                          |                                                 | دهلی مرکزی                                      | هند                                             | معماری گورکانی                                  | ۱۶۵۶                                            |                                                 |
| Sultan Salahuddin Abdul Aziz Mosque مالایی: Masjid Sultan Salahuddin Abdul Aziz الفبای جاوی: مسجد سلطان صلاحُ الدین عبدُ العزیز چینی: 苏丹沙拉胡汀阿都阿兹沙回教堂 تامیلی: சுல்தான் சலாஹுதின் அப்துல் அஸீஸ் மசூதி |                                                                  | ۲۴٬۰۰۰                                          |                                                 | شاه عالم                                        | مالزی                                           | مردم مالایی، معماری مدرن                        | ۱۹۸۸                                            |                                                 |
| Masjid Al-Dahab فیلیپینی: Moskeng Ginto |                                                                  | ۲۲٬۰۰۰                                          |                                                 | مانیل                                           | فیلیپین                                         | Maranao, Maguindanao, Tausug                    | ۱۹۷۶                                            |                                                 |
| مسجد الازهر عربی: جامع الْأزهر |                                                                  | ۲۰٬۰۰۰                                          |                                                 | قاهره                                           | مصر                                             | Fatimid                                         | 972                                             |                                                 |
| Dian Al-Mahri Mosque اندونزیایی: Masjid Dian Al-Mahri سوندایی: الگو:Sund |                                                                  | ۲۰٬۰۰۰                                          |                                                 | دپوک                                            | اندونزی                                         | معماری ایرانی، معماری گورکانی                   | ۲۰۰۶                                            |                                                 |
| Grand Mosque of Conakry فرانسوی: Grande Mosquée de Conakry‎ |                                                                  | ۲۰٬۰۰۰                                          |                                                 | کوناکری                                         | گینه                                            | معماری سودانی-ساحلی                             | ۱۹۸۲                                            |                                                 |
| Grand Mosque of West Sumatra اندونزیایی: Masjid Raya Sumatera Barat مینانگ‌کابائو: Musajik Rayo Sumatera Barat الفبای جاوی: موساجیک رایو سومترا بارایق                                            |                                                                  | ۲۰٬۰۰۰                                          |                                                 | پادنگ، اندونزی                                  | اندونزی                                         | Minangkabau                                     | ۲۰۱۴                                            |                                                 |
| Id Kah Mosque چینی: 艾提尕尔清真寺 اویغوری: هییتگاه مه‌سچیتی |                                                                  | ۲۰٬۰۰۰                                          |                                                 | کاشغر                                           | چین                                             | معماری چینی                                     | ۱۴۴۲                                            |                                                 |
| مسجد شاه‌جهان (تهته) اردو: شاه جهاں مسجد‬ |                                                                  | ۲۰٬۰۰۰                                          |                                                 | تهته                                            | پاکستان                                         | معماری گورکانی، دودمان صفویان، دودمان تیمور     | ۱۶۵۹                                            |                                                 |
| مسجد جامع سلطان قابوس عربی: جامع السلطان قابوس الأکبر |                                                                  | ۲۰٬۰۰۰                                          | ۴۱۶٬۰۰۰                                         | مسقط                                            | عمان                                            | معماری اسلامی                                   | ۲۰۰۱                                            |                                                 |
| Tuanku Mizan Zainal Abidin Mosque مالایی: Masjid Tuanku Mizan Zainal Abidin الفبای جاوی: مسجد توانکو میزن زاینل عابدین چینی: 端姑米占再納阿比丁清真寺 تامیلی: டுங்கு மஸான் ஜைனல் அபிடின் மசூதி               |                                                                  | ۲۰٬۰۰۰                                          |                                                 | پوتراجایا                                       | مالزی                                           | معماری مدرن                                     | ۲۰۰۹                                            |                                                 |
| ایا صوفیه ترکی استانبولی: Ayasofya Camii |                                                                  | ۱۸٬۰۰۰                                          |                                                 | استانبول                                        | ترکیه                                           | معماری بیزانسی                                  | ۵۳۷                                             |                                                 |
| Federal Territory Mosque مالایی: Masjid Wilayah Persekutuan الفبای جاوی: مسجد ولایه ڤرسکوتوان چینی: 联邦疆土清真寺 تامیلی: பெடரல் மண்டலம் மசூதி                                                        |                                                                  | ۱۷٬۰۰۰                                          |                                                 | کوالا لامپور                                    | مالزی                                           | معماری عثمانی، مردم مالایی                      | ۲۰۰۰                                            |                                                 |
| مسجد جامع مخاچ‌قلعه روسی: Джума мечеть Махачкалы |                                                                  | ۱۷٬۰۰۰                                          |                                                 | مخاچ‌قلعه                                        | روسیه                                           | معماری عثمانی                                   | ۱۹۹۸                                            |                                                 |
| KH Hasyim Asy'ari Grand Mosque Indonesian: Masjid Raya KH Hasyim Asy'ari |                                                                  | ۱۶٬۰۰۰                                          |                                                 | جاکارتا                                         | اندونزی                                         | Betawi, Indonesian Islamic                      | ۲۰۱۳                                            |                                                 |
| 201 Dome Mosque |                                                                  | ۱۵٬۰۰۰                                          |                                                 | ناحیه تانگیل                                    | بنگلادش                                         | معماری اسلامی                                   | ۲۰۱۹                                            |                                                 |
| Emir Abdelkader Mosque عربی: مسجد الْأمیر عبد القادر |                                                                  | ۱۵٬۰۰۰                                          |                                                 | قسنطینه                                         | الجزایر                                         | معماری اسلامی                                   | ۱۹۹۴                                            |                                                 |
| مسجد قوجاتپه ترکی استانبولی: Kocatepe Camii |                                                                  | ۱۵٬۰۰۰                                          |                                                 | آنکارا                                          | ترکیه                                           | معماری مدرن، معماری عثمانی                      | ۱۹۸۷                                            |                                                 |
| Great Mosque of Central Java اندونزیایی: Masjid Agung Jawa Tengah جاوه‌ای: ꦩꦼꦱ꧀ꦗꦶꦢ꧀ꦲꦒꦸꦁꦠꦼꦔꦃ |                                                                  | ۱۵٬۰۰۰                                          | ۱۰۰٬۰۰۰                                         | سمارانگ                                         | اندونزی                                         | مردمان جاوه‌ای، معماری احیای یونانی              | ۲۰۰۶                                            |                                                 |
| Great Mosque of Palembang اندونزیایی: Masjid Agung Palembang Palembang Malay: Masjid Agung Palembang الفبای جاوی: مسجد أݢوڠ ڤلامبڠ                                                               |                                                                  | ۱۵٬۰۰۰                                          |                                                 | پالم‌بانگ                                        | اندونزی                                         | مردم مالایی، معماری چینی، معماری پالادیان       | ۱۷۳۸                                            |                                                 |
| Grand Mosque of Sabilal Muhtadin اندونزیایی: Masjid Raya Sabilal Muhtadin زبان بانجاری: Masigit Raya Sabilal Muhtadin الفبای جاوی: مسیڬیت رایا سبیلَ المهتدین                                     |                                                                  | ۱۵٬۰۰۰                                          |                                                 | بانجارماسین                                     | اندونزی                                         | Banjarese, معماری نئوکلاسیک                     | ۱۹۷۹                                            |                                                 |
| مسجد نگارا مالایی: Masjid Negara Malaysia الفبای جاوی: مسجد نݢارا ملیسیا چینی: 马来西亚国家清真寺 تامیلی: மலேசியாவின் தேசிய மசூதி                                                                         |                                                                  | ۱۵٬۰۰۰                                          |                                                 | کوالا لامپور                                    | مالزی                                           | معماری مدرن                                     | ۱۹۶۵                                            |                                                 |
| Putra Mosque مالایی: Masjid Putra الفبای جاوی: مسجد ڤوترا چینی: 布特拉清真寺 تامیلی: புத்ரா மசூதி |                                                                  | ۱۵٬۰۰۰                                          |                                                 | پوتراجایا                                       | مالزی                                           | معماری مدرن، Mamluk, Moorish                    | ۱۹۹۷                                            |                                                 |
| حرم امام حسین عربی: مَقام الإمام الحـسیـن ابن علی |                                                                  |                                                 | ۸٬۵۹۷                                           | کربلا                                           | عراق                                            | معماری اسلامی                                   | ۶۸۰                                             |                                                 |